# Zuid-Delhi
Zuid-Delhi is een district van het Indiase Nationaal Hoofdstedelijk Territorium van Delhi. In 2001 telde het district 2.258.367 inwoners op een oppervlakte van 250 km². Een deel van het grondgebied werd in 2012 echter overgeheveld naar het nieuw gevormde district Zuidoost-Delhi.

## Plaatsen
Het district bestaat qua inwoneraantal voor ruim het grootste deel uit de gemeente Delhi en voor een klein deel uit de gemeente New Delhi. De volgende plaatsen met meer dan 20.000 inwoners (2001) vallen buiten deze twee gemeenten:
- Tigri
- Taj Pul
- Deoli